# Спешино (Ярославская область)
Спешино — деревня Макаровской сельской администрации Судоверфского сельского поселения Рыбинского района Ярославской области .
Деревня расположена на пригородной безлесой равнине, на левом берегу Фоминского ручья, западнее его пересечения с железнодорожной веткой местного промышленного назначения, ведущей от станции Рыбинск на левый берег Волги через плотину и шлюзы Рыбинского водохранилища. Деревня имеет одну улицу, ориентированную вдоль ручья. Просёлочная дорога, проходящая через Спешино, ведёт через железную дорогу в деревню Шишкино и далее к автомобильной дороге Рыбинск—Переборы. К западу, на безымянном левом притоке Фоминского ручья стоят деревни Артюшино и Савино. Напротив Спешино на правом берегу Фоминского ручья стоит деревня Колосово .
На 1 января 2007 года в деревне числилось 6 постоянных жителей . Деревня обслуживается почтовым отделением 16 в Рыбинске (Переборы). По почтовым данным в деревне 10 домов. Улицы не именуются .